# 安達亮
安達 亮（あだち りょう、1969年7月2日 - ）は、兵庫県出身の元サッカー選手、サッカー指導者。父親はヴィッセル神戸のゼネラルマネージャーや社長も務めた安達貞至。

## 来歴
市立船橋高校時代はキャプテンを務め、全国に先駆けてブロックサインを導入するなどの頭脳プレーでチームを牽引した。
横浜フリューゲルスでは選手兼アシスタントコーチを経て、Jリーグ元年の1993年はサテライトチームにてゲルト・エンゲルスの下でアシストタントコーチに就いた。その後は横浜F、横浜F・マリノス、鹿児島実業高校で育成年代の指導者を歴任。横浜FMユース監督時代の教え子である栗原勇蔵は「亮さんじゃなかったら、俺なんてどうなっていたかわからない。たまたま亮さんが監督だったら今があるんだと思います」と語っている。
2006年からはヴィッセル神戸に在籍。2010年は強化部長を務めていたが、2010年9月に三浦俊也が監督を解任されると、ヘッドコーチの和田昌裕の監督昇格に合わせて、安達はヘッドコーチに就任した。2012年4月末、成績不振を理由に和田から安達への監督交代が発表され、西野朗が新監督に就任するまでの5試合のあいだ神戸の指揮を執った。同年11月、その西野も成績不振により解任されたのを受け、再び神戸の監督に就任。この年こそ就任前の順位を挽回できずJ2降格を喫したものの、2013年も引き続き神戸を指揮してJ1昇格を果たす。
2014年シーズン終了をもって神戸の監督を退任し、V・ファーレン長崎のヘッドコーチに就任。
2016年シーズン終了をもって長崎を退団し、神戸の強化本部長 強化部部長 兼 スカウト部部長に就任。3年ぶりの神戸復帰となったが、同年11月1日付をもって退任となった。
2018年5月、契約解除となった浮氣哲郎の後任として、カターレ富山の監督に就任した。
2020年12月、任期満了により富山の監督を退任。
2020年12月30日、ラインメール青森FCの監督に就任した。
2025年5月27日、契約解除となった小田切道治の後任として、カターレ富山の監督に就任した。

## 所属クラブ
- 1985年 - 1987年 船橋市立船橋高等学校
- 1988年 - 1991年 専修大学
- 1992年 横浜フリューゲルス

## 個人成績
| 国内大会個人成績 | 国内大会個人成績 | 国内大会個人成績 | 国内大会個人成績 | 国内大会個人成績 | 国内大会個人成績 | 国内大会個人成績 | 国内大会個人成績  | 国内大会個人成績 | 国内大会個人成績 | 国内大会個人成績 | 国内大会個人成績 |
| 年度             | クラブ           | 背番号           | リーグ           | リーグ戦         | リーグ戦         | リーグ杯         | リーグ杯          | オープン杯       | オープン杯       | 期間通算         | 期間通算         |
| 年度             | クラブ           | 背番号           | リーグ           | 出場             | 得点             | 出場             | 得点              | 出場             | 得点             | 出場             | 得点             |
| 日本             | 日本             | 日本             | 日本             | リーグ戦         | リーグ戦         | リーグ杯         | リーグ杯          | 天皇杯           | 天皇杯           | 期間通算         | 期間通算         |
| ---------------- | ---------------- | ---------------- | ---------------- | ---------------- | ---------------- | ---------------- | ----------------- | ---------------- | ---------------- | ---------------- | ---------------- |
| 1992             | 横浜F            | -                | J                | -                | -                | 0                | 0                 |                  |                  |                  |                  |
| 通算             | 日本             | 日本             | J                | 0                | 0                | 0                | 0\|\|\|\|\|\|\|\| |                  |                  |                  |                  |
| 総通算           | 総通算           | 総通算           | 総通算           | 0                | 0                | 0                | 0\|\|\|\|\|\|\|\| |                  |                  |                  |                  |

## 指導歴
- 1993年 - 1998年 横浜フリューゲルス
  - 1993年 - 1996年 トップチーム コーチ
  - 1997年 - 1998年 ユース 監督
- 1999年 横浜F・マリノス コーチ
- 1999年 鹿児島実業高校 コーチ
- 2000年 - 2003年 横浜F･マリノスユース 監督
- 2004年 JFAナショナルコーチ（U-16日本代表･関西トレセン）
- 2005年 JFAナショナルコーチ（U-17日本代表監督･U-18日本代表コーチ）
- 2006年 - 2014年 ヴィッセル神戸
  - 2006年 - 2007年 U-21 監督
  - 2008年 ユース 監督
  - 2009年 トップチーム コーチ
  - 2010年 強化部長
  - 2010年9月 - 2012年11月 トップチーム ヘッドコーチ
    - 2012年4月 - 同年5月 監督代行[1]

  - 2012年11月 - 2014年 トップチーム 監督
- 2015年 - 2016年 V・ファーレン長崎 ヘッドコーチ
- 2017年 ヴィッセル神戸 強化部長
- 2018年5月 - 2020年 カターレ富山 監督
- 2021年 ラインメール青森FC 監督
- 2022年 - 2025年5月 横浜F・マリノス アシスタントコーチ兼アカデミー育成部長
- 2025年5月 - カターレ富山 監督

## 監督成績
| 年度 | 所属 | クラブ | リーグ戦 | リーグ戦 | リーグ戦 | リーグ戦 | リーグ戦 | リーグ戦 | カップ戦           | カップ戦   |
| 年度 | 所属 | クラブ | 順位     | 勝点     | 試合     | 勝       | 分       | 敗       | ルヴァンカップ     | 天皇杯     |
| ---- | ---- | ------ | -------- | -------- | -------- | -------- | -------- | -------- | ------------------ | ---------- |
| 2012 | J1   | 神戸   | 16位     | 3        | 3        | 1        | 0        | 2        | グループリーグ敗退 | -          |
| 2013 | J2   | 神戸   | 2位      | 83       | 42       | 25       | 8        | 9        | -                  | 3回戦敗退  |
| 2014 | J1   | 神戸   | 11位     | 45       | 34       | 11       | 12       | 11       | ベスト8            | 2回戦敗退  |
| 2018 | J3   | 富山   | 11位     | 35       | 22       | 10       | 5        | 7        | -                  | 2回戦敗退  |
| 2019 | J3   | 富山   | 4位      | 58       | 34       | 16       | 10       | 8        | -                  | 3回戦敗退  |
| 2020 | J3   | 富山   | 9位      | 50       | 34       | 15       | 5        | 14       | -                  | 県予選敗退 |
| 2021 | JFL  | 青森   | 9位      | 45       | 32       | 12       | 9        | 11       | -                  | 県予選敗退 |
| 2025 | J2   | 富山   | 位       |          |          |          |          |          | -                  |            |

- 2012年は5月(暫定)、11月から指揮。
- 2018年は、5月から指揮。
- 2025年は、5月から指揮。